# Дегтярська сільська рада
Дегтя́рська сільська рада (рос. Дегтярский сельский совет) — сільське поселення у складі Німецького національного району Алтайського краю Росії.
Адміністративний центр та єдиний населений пункт — село Дегтярка.

## Населення
Населення — 1302 особи (2019; 1430 в 2010, 1845 у 2002).